# Wavertree
Wavertree är sedan 1895 ett område i Liverpool, i distriktet Liverpool, i grevskapet Merseyside, i England. Tidigare var det en by. 
Man har funnit urnor från bronsåldern i området, och Wavertree (eller Wauretreu) finns omnämnd i Domesday Book. Wavertree var en civil parish 1866–1922 när blev den en del av Liverpool. Civil parish hade 45 991 invånare år 1921.
Beatlesmusikern George Harrison föddes i Wavertree.